# Herb gminy Stare Miasto
Herb gminy Stare Miasto – jeden z symboli gminy Stare Miasto.

## Wygląd i symbolika
Herb przedstawia na tarczy koloru czerwonego złoty portal z dwoma srebrnymi krzyżami: ponad nim i na łuku bramy oraz błękitny prześwit, ze skrzyżowanymi dwoma złotymi kluczami i srebrno-złotym mieczem skierowanym ostrzem w dół.